# Kostel svatého Linharta (Čakov)
Kostel svatého Linharta v Čakově je filiální kostel římskokatolické farnosti Dubné a kulturní památka České republiky. Součástí této kulturní památky je též bývalý hřbitov, obehnaný hradní zdí s bránou, a kamenný kříž stojící vpravo od brány.

## Historie
Kostel pochází z přelomu 13. a 14. století. První písemná zmínka je z roku 1350. Věž byla přistavěna v 19. století a  varhany pocházejí z roku 1889. Hřbitov u kostela byl zrušen v roce 1961.

## Popis
Kostel je raně gotický. V kněžišti (presbytáři) je křížová klenba. Na hlavním oltáři jsou dřevěné plastiky sv. Linharta, sv. Korbiniána a sv. Prokopa z 1. poloviny 16. století. Na bočním oltáři je socha Madony, rovněž 1. poloviny 16. století. Na dalším bočním oltáři je kopie dřevěné gotické sochy svaté Máří Magdaleny (originál je zapůjčen Alšově jihočeské galerii v Hluboké nad Vltavou).
Křtitelnice je kamenná, pozdně gotická. V kostele se dochoval náhrobník Jiřího Čakovce z Bohušic a na Čakovci († 30. června 1529) a další, rovněž ze 16. století.